# Дейна, Леора
Леора Дейна (англ. Leora Dana, 1 апреля 1923 — 13 декабря 1983) — американская актриса.
Родилась 1 апреля 1923 года в Нью-Йорке. Училась в Барнард-колледже и Королевской академии драматического искусства. В 1947 году дебютировала на театральной сцене Лондона, а в 1948 году впервые появилась на Бродвее. В 1973 году Дейна стала обладательницей премии «Тони» за лучшую женскую роль в пьесе «Последняя миссис Линкольн». Среди её телевизионных работ роли в сериалах «Кульминация», «Альфред Хичкок представляет» и «Полиция Нью-Йорка». На большом экране Дейна появилась в таких фильмах, как «В 3:10 на Юму» (1957), «Короли отправляются в путь» (1958), «И подбежали они» (1958), «Поллианна» (1960), «Тора! Тора! Тора!» (1970), «Крошка, это ты!» (1983) и «Амитивилль 3-D» (1983).
Дейна была в браке с актёром Куртом Казнаром с 1950 по 1958 год. Скончалась в Нью-Йорке от рака в возрасте 60 лет 13 декабря 1983 года.

## Награды
- Тони 1973 — «Лучшая женская роль» («Последняя миссис Линкольн»)